# Naturpark Sölktäler
Koordinaten: 47° 24′ 0″ N, 13° 58′ 0″ O

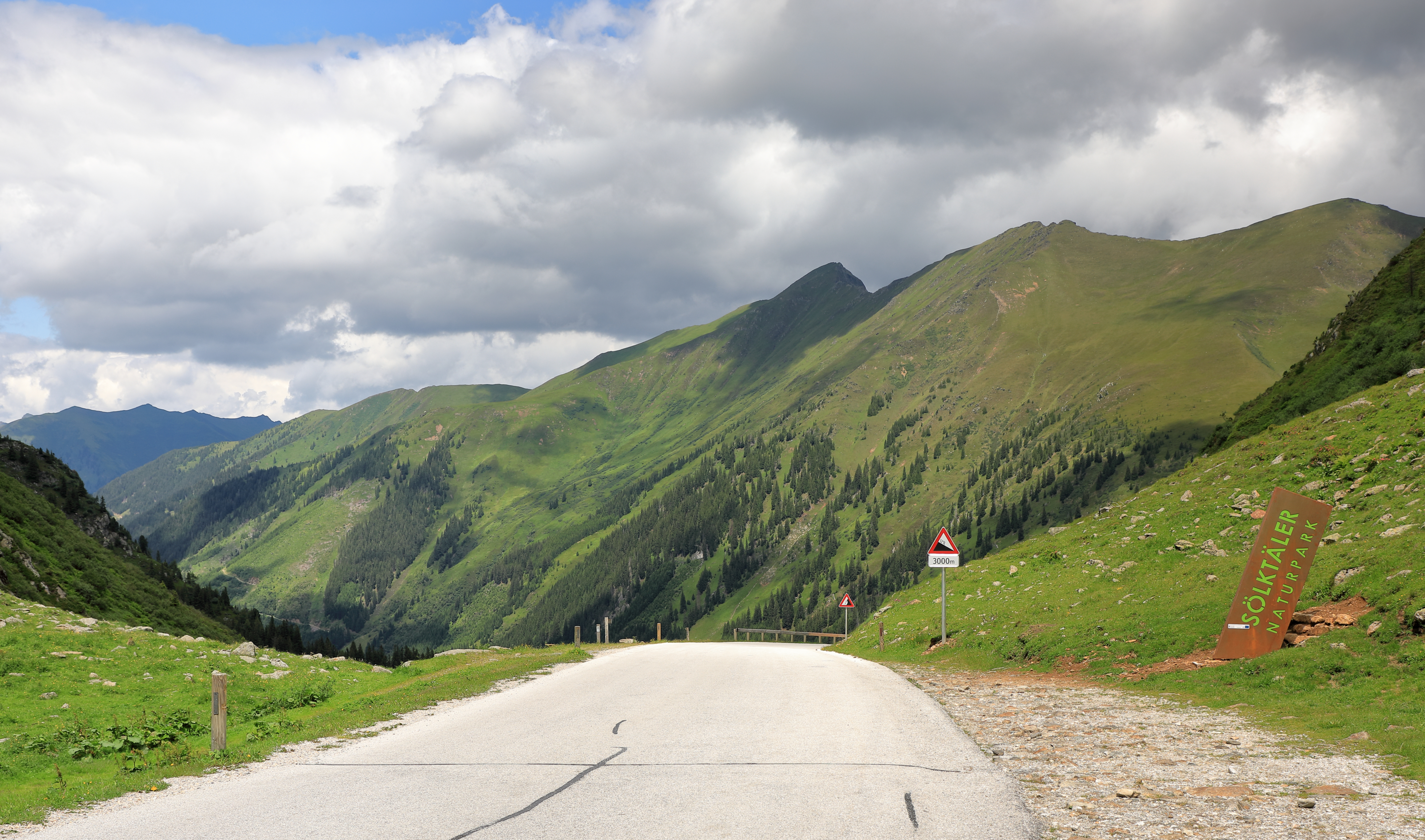
Blick vom Sölkpass auf den Naturpark Sölktäler

Der Naturpark Sölktäler ist ein Naturschutz- und Erholungsgebiet in der Steiermark, Österreich. Er wurde als Naturpark im Jahr 1983 gegründet und umfasst eine Fläche von 289 km², die sich über die Naturpark-Gemeinde Sölk erstreckt. Er liegt am Rande des Skizentrums um Schladming und der Sportwelt Amadé. 

## Landschaft und Schutzgebiet
Neben den beiden Landschaftsschutzgebieten Wölzer Tauern und Schladminger Tauern gibt es noch das Naturschutzgebiet Sölkpass. Außerdem befindet sich das Natura-2000-Europaschutzgebiet Niedere Tauern im Naturpark. In der Umgebung gibt es zahlreiche Naturdenkmäler.

## Flora und Fauna
Sonnentau, Fettkraut, Narzissen, Edelweiß, Kohlröserl und Knotenfuß können als seltene Pflanzen erkundet werden. Zu den selten Tieren zählen das Auer- und Birkwild, Steinböcke, Schneehühner und das Haselhuhn.

## Sehenswürdigkeiten
Im Naturpark gibt es besondere Plätze, die als Naturpark-Juwele bezeichnet werden. Dies sind Naturschönheiten, Naturdenkmäler oder Kraftorte, die sich vielfach durch das jahrhundertelange Zusammenwirken von Natur und Mensch entwickelt haben, beispielsweise Schluchten, Höhlen, Teiche, Moore, Wasserfälle und Ursprungsquellen. Diese Schauplätze sind gut erreichbar und frei zugänglich.

### Natürliche Sehenswürdigkeiten
Im Naturpark Sölktäler gibt es zahlreiche Naturpark-Juwele: Schwarzensee, Sölker Marmor, Sölkpass, Natürliche Kühlschränke.

### Errichtete Sehenswürdigkeiten
Neben den natürlichen Sehenswürdigkeiten gibt es auch von Menschen errichtete Bauwerke, die das kulturelle Leben in der Region mitbestimmen. 
Das Schloss Großsölk stammt aus dem Mittelalter. Heute ist es Naturparkhaus mit Naturparklabor, ständiger Ausstellung „Natura Mirabilis“ (dt. Wundervolle Natur), Sonderausstellung „Das Gold der Almen – der Ennstaler Steirerkas“ (eine Käsesorte) und Jesuitengarten. Dieser Garten ist Heimat für 200 seltene Pflanzen und für Gemüseraritäten deren Samen für den eigenen Garten erstanden werden können. Das jahrhundertealte Mesnerhaus in St. Nikolai wurde in jahrelanger Detailarbeit restauriert und ist heute das Kulturzentrum des Naturparkdorfes.